# Apatania zonella
Apatania zonella är en nattsländeart som först beskrevs av Zetterstedt 1840. Enligt Catalogue of Life ingår Apatania zonella i släktet Apatania och familjen Apataniidae, men enligt Dyntaxa är tillhörigheten istället släktet Apatania och familjen husmasknattsländor. Arten är reproducerande i Sverige. Utöver nominatformen finns också underarten A. z. dalecarlica.